# Imraan, c/o Carrom Club
Imraan, c/o Carrom Club ist ein deutscher Kurzfilm von Udita Bhargava aus dem Jahr 2014. Weltpremiere war am 3. Mai 2014 bei den Internationalen Kurzfilmtagen in Oberhausen.

## Handlung
Imraan ist 11 Jahre alt und betreibt im Slum Malwani in Mumbai einen Carrom Club.

## Kritiken
„Die Regisseurin Udita Bhargava gibt uns einen souverän gefassten Einblick in das Milieu eines Carrom-Clubs in Mumbai. In dieser Spielhölle in einem muslimisch geprägten Slum treten Männer mit unterschiedlichsten kleinkriminellen Hintergründen auf, die auf den ersten Blick so kindlich wie machistisch wirken. Um den frühreifen Betreiber Imraan schart sich diese Subkultur, deren Mitglieder sich sowohl als Täter wie auch als Objekte gerieren. Bhargavas Kamera begeistert durch ihre gleichzeitig stilsichere und sinnliche Darstellung.“

## Auszeichnungen
Internationale Kurzfilmtage Oberhausen 2014
- 3sat-Förderpreis